# أتا رابا
أتا رابا (بالإنجليزية: Atarapa)‏ «فالقات النهار» ربات الفجر البولينيزيات. هناك العديد من الربات والعديد من الكلمات لمراحل الفجر المتعاقبة. وأتا رابا هي الكائن المخلوق الأول.